# Maulika cornuta
Maulika cornuta es una especie de insecto coleóptero de la familia Chrysomelidae. Fue descrita científicamente en 1999 por Medvedev.